# Купцов, Владимир Иванович (рядовой)
Владимир Иванович Купцов — гвардии сержант Вооружённых Сил Российской Федерации, участник антитеррористических операций в период Второй чеченской войны, погиб при исполнении служебных обязанностей во время боя 6-й роты 104-го гвардейского воздушно-десантного полка у высоты 776 в Шатойском районе Чечни.

## Биография
Владимир Иванович Купцов родился 28 октября 1974 года в городе Отрадном Кировского района Ленинградской области. В раннем возрасте переехал с семьёй в посёлок Приладожский. В 1989 году он окончил местную среднюю школу, после чего поступил в профессионально-техническое училище № 37 города Кировска. В 1992 году завершил учёбу, освоив специальность монтажника радиоэлектронной аппаратуры и приборов. Работал на Синявинской птицефабрике. В 1992—1994 годах проходил службу во внутренних войсках Министерства внутренних дел Российской Федерации. Демобилизовавшись, вернулся на фабрику, и трудился на ней вплоть до 1999 года, когда он принял решение возвратиться на службу в Вооружённые Силы Российской Федерации на контрактной основе. Служил командиром отделения в составе 234-го гвардейского десантно-штурмового полка.
С началом Второй чеченской войны в составе сводной 6-й роты 104-го гвардейского воздушно-десантного полка гвардии сержант Владимир Купцов был направлен в Чеченскую Республику. Принимал активное участие в боевых операциях. С конца февраля 2000 года его рота дислоцировалась в районе населённого пункта Улус-Керт Шатойского района Чечни, на высоте под кодовым обозначение 776, расположенной около Аргунского ущелья. 29 февраля — 1 марта 2000 года десантники приняли здесь бой против многократно превосходящих сил сепаратистов — против всего 90 военнослужащих федеральных войск, по разным оценкам, действовало от 700 до 2500 боевиков, прорывавшихся из окружения после битвы за райцентр — город Шатой. Вместе со всеми своими товарищами он отражал ожесточённые атаки боевиков Хаттаба и Шамиля Басаева, не дав им прорвать занимаемые ротой рубежи. В том бою гвардии сержант Владимир Иванович Купцов был убит. Погибли также ещё 83 его сослуживца.
Похоронен на кладбище посёлка Приладожский Кировского района Ленинградской области.
Указом Президента Российской Федерации гвардии сержант Владимир Иванович Купцов посмертно был удостоен ордена Мужества.

## Память
- Бюст Купцова установлен в городе Кировске Ленинградской области[4].
- Мемориальная доска в память о Купцове установлена на доме, где он жил.